# Leichtathletik-Weltmeisterschaften 2015/Teilnehmer (Chinese Taipei)
| Gelbes Symbol für Goldmedaillen mit stilisierten Olympischen Ringen | Graues Symbol für Silbermedaillen mit stilisierten Olympischen Ringen | Braundes Symbol für Bronzemedaillen mit stilisierten Olympischen Ringen |
| ------------------------------------------------------------------- | --------------------------------------------------------------------- | ----------------------------------------------------------------------- |
| —                                                                   | —                                                                     | —                                                                       |

Der Leichtathletikverband Chinesisch Taipehs nominierte fünf Athleten für die Leichtathletik-Weltmeisterschaften 2015 in der chinesischen Hauptstadt Peking.

## Ergebnisse

### Männer

#### Laufdisziplinen
| Athlet       | Disziplin | Vorlauf | Vorlauf | Halbfinale | Halbfinale | Finale    | Finale |
| Athlet       | Disziplin | Zeit    | Platz   | Zeit       | Platz      | Zeit      | Platz  |
| ------------ | --------- | ------- | ------- | ---------- | ---------- | --------- | ------ |
| Ho Chin-Ping | Marathon  |         |         |            |            | 2:28:14 h | 33     |

#### Sprung/Wurf
| Athlet            | Disziplin  | Qualifikation | Qualifikation | Finale             | Finale             |
| Athlet            | Disziplin  | Weite/Höhe    | Platz         | Weite/Höhe         | Platz              |
| ----------------- | ---------- | ------------- | ------------- | ------------------ | ------------------ |
| Hsiang Chun-hsien | Hochsprung | 2,22 m        | 32            | nicht qualifiziert | nicht qualifiziert |
| Huang Shih-feng   | Speerwurf  | 75,72 m       | 27            | nicht qualifiziert | nicht qualifiziert |

### Frauen

#### Laufdisziplinen
| Athletin       | Disziplin | Vorlauf | Vorlauf | Halbfinale | Halbfinale | Finale    | Finale |
| Athletin       | Disziplin | Zeit    | Platz   | Zeit       | Platz      | Zeit      | Platz  |
| -------------- | --------- | ------- | ------- | ---------- | ---------- | --------- | ------ |
| Hsieh Chien-ho | Marathon  |         |         |            |            | 2:58:25 h | 52     |
| Hsu Yu-fang    | Marathon  |         |         |            |            | 2:48:01 h | 45     |